# Hruševec Kupljenski
Hruševec Kupljenski – wieś w Chorwacji, w żupanii zagrzebskiej, w mieście Zaprešić. W 2011 roku liczyła 432 mieszkańców.